# Université de Fourah Bay
L'université de Fourah Bay (en anglais : Fourah Bay College), située à Freetown,  est le principal établissement d'enseignement supérieur de Sierra Leone.

## Historique
Fondé en 1827 par les Britanniques, le Fourah Bay College est le premier établissement universitaire d'Afrique sur le modèle occidental. Après une brève fermeture entre 1859 et 1863, son développement prend encore plus d'ampleur. Par la réputation de son université pour la qualité des études de médecine, de droit et de philologie, Freetown se fait connaître comme l’« Athènes de l’Afrique ». De fait, les étudiants affluent de toute l'Afrique de l'Ouest britannique.
Il est intégré à l'université anglaise de Durham en 1876. La fonction de cette institution consiste en premier lieu à former des instituteurs, mais le succès de l'initiative amène son développement. Parallèlement, l'enseignement primaire et secondaire est développé dans la région, dans les missions, principalement protestantes de l'Église wesleyenne et des luthériens de Bâle. Les élèves du primaire apprennent à lire dans leur langue vernaculaire, dont les missionnaires codifient la grammaire et l'orthographe, puis apprennent l'anglais dans le secondaire.
Le Fourah Bay College contribue ainsi pour une bonne part à la formation d'une élite intellectuelle ghanéenne, qui émerge bien plus tôt que dans les autres territoires coloniaux et joue un rôle important dans l'histoire du Ghana et dans l'histoire de la culture du cacao. Cette élite anime les premières formations politiques africaines, en particulier au Ghana, l'Aborigene's right protection society (ARPS), dont le plus illustre fondateur est J.E Casely Hayford, auteur de plusieurs livres, dont Ethiopia Unbound, qui exalte le nationalisme africain à partir de thèmes bibliques.

## Étudiants notoires
- Samuel Ajayi Crowther, premier évêque noir de l'histoire de l'anglicanisme
- Yvonne Aki-Sawyerr, femme politique sierraléonaise, maire de Freetown
- Zainab Bangura,  femme politique sierra-léonaise et ministre.
- Ella Koblo Gulama,  femme politique sierra-léonaise et ministre.
- Ernest Bai Koroma, President de Sierra Leone
- Milton Margaï, premier Premier ministre de Sierra Leone.
- Priscilla Schwartz, procureure générale et ministre de la Justice
- Abu Bakarr Kanu, chimiste.
- Hillary Sao Kanu, policière sierra-léonaise.